# Neopanorpa echinata
Neopanorpa echinata is een insect uit de orde van de schorpioenvliegen (Mecoptera), familie van de schorpioenvliegen (Panorpidae). De wetenschappelijke naam van de soort is voor het eerst geldig gepubliceerd door Rust & Byers in 1976.
De soort komt voor in India.